# Outward Processing Trade
Als Outward Processing Trade (OPT) bezeichnet man eine spezifische Art der Produktion, bei der ein Unternehmen halbfertig produzierte Vorprodukte ins Ausland liefert und dort fertig produzieren lässt. Es re-importiert dann die fertigen Produkte, um sie auf dem heimischen Markt zu vertreiben. Auf diese Weise können arbeitsintensive Produktionsschritte in Länder verlagert werden, in denen die Arbeitskosten niedrig liegen, während Entwicklung, Vermarktung und andere Arbeitsschritte im Heimatland des Unternehmens verbleiben.
In Deutschland vertriebene Konfektion beispielsweise ist  häufig auf OPT-Basis in Osteuropa oder in der Türkei produziert, nachdem die Fasern oder Stoffe dorthin exportiert wurden.